# Isola di Dino
Isola di Dino este o arie protejată (arie specială de conservare — SAC, sit de importanță comunitară — SCI) din Italia întinsă pe o suprafață de 35 ha, integral pe uscat.

## Localizare
Centrul sitului Isola di Dino este situat la coordonatele 39°52′24″N 15°46′27″E / 39.873333°N 15.774167°E.

## Înființare
Situl Isola di Dino a fost declarat sit de importanță comunitară în septembrie 1995 pentru a proteja 2 specii de plante și 10 specii de animale. Situl a fost protejat și ca arie specială de conservare în iunie 2017.

## Biodiversitate
Situată în ecoregiunea mediteraneană, aria protejată conține 7 habitate naturale: Pseudostepă cu ierburi și specii anuale de Thero-Brachypodietea, Pante stâncoase calcaroase cu vegetație casmofită, Tufărișuri termo-mediteraneene și de pre-deșert, Păduri de Olea și Ceratonia, Faleze cu vegetație de Limonium spp. endemic de pe coastele mediteraneene, Păduri de Quercus ilex și Quercus rotundifolia, Peșteri marine scufundate complet sau parțial.
La baza desemnării sitului se află mai multe specii protejate:
- plante (2): Dianthus rupicola, Primula palinuri
- păsări (10): Apus pallidus, porumbel (Columba livia), corb (Corvus corax), șoim călător (Falco peregrinus), vânturel roșu (Falco tinnunculus), Larus michahellis, guguștiuc (Streptopelia decaocto), silvie mediteraneană (Sylvia melanocephala), silvie de tufiș (Sylvia undata), mierlă (Turdus merula)

Pe lângă speciile protejate, pe teritoriul sitului au mai fost identificate 11 specii de plante, 1 specie de reptile.